# ラルフ・クローニッヒ
ラルフ・クローニッヒ（Ralph Kronig、1904年3月10日 - 1995年11月16日）は、ドイツの物理学者。粒子スピンの発見や、X線吸収分光法の理論で知られる。その理論にはクローニッヒ・ペニーのモデル、コスター-クローニッヒ遷移、クラマース・クローニッヒの関係式が含まれる。

## 背景
1904年3月10日にドイツのドレスデンでドイツ人の両親の元生まれた。1995年11月16日に91歳でザイストで死去した。
ドレスデンの中学、高校で勉強し、ニューヨークへ行きコロンビア大学で学び、1925年にPhDを取得し、講師（1925年）や助教授（1927年）になった。
キャリアの早い段階である1924年に、訪米中であったポール・エーレンフェストと会い、彼にヨーロッパに再び来るように勧められた。クローニッヒは1924年の後半にヨーロッパに向けて出発し、ドイツとコペンハーゲンの理論物理学研究のための重要なセンターを訪ねた。このときは量子力学の発展が大きく拡大したときであり、それはヨーロッパで起きていた。クローニッヒは20世紀の物理学の栄光の時代に若く輝かしい物理学者であるという特権を与えられ、その時代の偉大な物理学者（ボーア、エーレンフェスト、ハイゼンベルク、パウリ、クラマース）とともに生き、研究することができた。
1925年1月、まだコロンビア大学の博士学生であったとき、テュービンゲンでパウリの話を聞いた後に最初に電子スピンを提案した。ヴェルナー・ハイゼンベルクとヴォルフガング・パウリはすぐにその考えには嫌悪を示した。彼らは量子力学から考えられる全ての想像できる振る舞いを排除したばかりであった。そのとき、クローニッヒは電子を空間で回転させることを提案していたが、パウリは特にそのスピンの考えをあざ笑い、「それは確かに非常に賢いが、もちろん現実とは何の関係もない」と言った。これらの批判に接し、自身の理論について発表しないことにし、電子スピンの考えは他の人の信用を得るのを待たねばならなかった。その数か月後にジョージ・ウーレンベックとサミュエル・ゴーズミットが電子スピンの考えを思い付き、ほとんど教科書ではこの2人のオランダの物理学者が電子スピンの発見者としている。
クローニッヒはこの一連の出来事についてパウリに恨みを抱かなかった。実際、クローニッヒとパウリは何年もの間友人であり続けた。2人は手紙を通して物理学の多くの考えを好感した。ただし、パウリが2つの電子が同じ軌道にあることができることを示す論文を発表する前に、クローニッヒがパウリに電子スピンについて語ったことは歴史的な事実である (W. Pauli, "On the Connexion between the Completion of Electron Groups in an Atom with the Complex Structure of Spectra", Z. Physik 31, 765ff, 1925)。数か月後、ウーレンベックとゴーズミットが粒子スピンを思いついたとき、それはパウリの論文を検証したようであった。1927年、ラービとともに、剛体対称こまのシュレディンガー方程式に最初の解を与えた。
量子力学の開発におけるヴェルナー・ハイゼンベルクは、自身の独創的な理論の考えにおいてクローニッヒと関係した。1925年5月の始め、ハイゼンベルクは多電子原子のスペクトル理論についてコペンハーゲンで少し前に協力していたクローニッヒに3度手紙を書いた。5月5日の2度目の手紙で、ハイゼンベルクは行列力学への移行を表すいくつかの詳細な方程式を書き留めている。
1927年、ヨーロッパに戻り、コペンハーゲン、ロンドン、チューリッヒ（1年間パウリの助手を務めた）にある著名な研究センターに勤務した。1930年ごろ、オランダに定住し、最初はユトレヒト、次にフローニンゲンに住み、初めはen:Dirk Costerの助手を務め、1931年から准教授、1939年からデルフト工科大学の正教授となり、1969年に退官するまでそこにいた。1959年から1962年の間に、同大学の学長を務めた。その時までに著名な理論化として国際的に認められ、当時の主要人物と連絡をとり、量子力学と特に分子物理学と分子スペクトルへの量子力学の応用に興味深い貢献をした。1962年にマックス・プランクメダルを授与された。
1946年にオランダ王立芸術科学アカデミーの会員に選出され、1969年に外国人会員となった。
現存する連絡の中には、後世のために保存されるべき20世紀の偉大な物理学者との間に交わされた多くの手紙があり、クローニッヒ自身も多くの本を出版した。

## 科学的業績
X線吸収微細構造の最初の理論を発表した（1931年、1932年）ここには現代的な解釈の基本的な概念のいくつかが含まれていた。クローニッヒ・ペニーのモデル（1931年）は結晶の1次元モデルであり、結晶内の電子が拡張された原子の線形配列から散乱することにより、許容帯と禁制帯にどのように分散されるかを示す。EXAFSに関する最初の理論（1931年）は、このモデルの3次元的なものであった。理論は結晶格子を通過する光電子は、その波長に依存した許可帯と禁制帯を経験し、その効果が格子のすべての方向で平均化された場合でも残余構造が観察されるはずであることを示した。この理論は、類似の格子からの類似の構造、逆r2依存性、正しいr対T依存性、エッジからのエネルギーによる微細構造の特徴のエネルギー分離の増加など、微細構造の多くに一般的に観察される特徴を予測することに成功した。1932年により定量的な方法で再導出された方程式は適用や解釈が単純であった。全ての実験者は、理論とほぼ一致していることを発見した。可能な格子面により予測されたものに近いいくつかの吸収特性が常に存在した。しかし、予想された強い反射（例えば(100), (110), (111)など）は、直感的に予想される最も強い吸収特徴と常に相関するとは限らなかった。それでも、一致は興味をそそるほど近く、測定した「クローニッヒ構造」の一致を単純なクローニッヒ理論で試験した。クローニッヒの方程式では、エネルギー位置Wnはゾーン境界に対応する、つまり、吸収の最大値または最小値ではなく、各微細構造の最大値の最初の上昇である。abgはミラー指数であり、aは格子定数、qは電子方向と逆格子方向の間の角度である。非偏光X線ビームと多結晶吸収体を使用して全方向で平均すると、cos2q = 1である。ただし、単結晶吸収体と偏光X線を使用すると、特定の結晶面の吸収特性が大きくなる。これは理論を検証する可能性のある別の実験変数であり、多くの人がこれの試験を試みた。このようにしてクローニッヒ構造が単純なクローニッヒ理論の観点から解釈する発表物の長い記録が始まった。1970年代まで、Phys. Rev. で発表された論文の2%がX線吸収分光法に向けられたものであり、そのほとんどがクローニッヒの理論を取り上げていた。
Hanawaltの短距離順序データ (1931b) はクローニッヒを刺激し (1932) 、分子の理論を開発した。このモデルはその後の全ての短距離順序理論の出発点として役立ったが、データと比較しようとしたものはほとんどなかった。クローニッヒの学生であったH. Petersen (1932, 1933) はこの研究を続けた。Petersonの式は現代的な理論の特徴の多くを示している。この理論はHartree, クローニッヒ、PetersenによりGeCl4に適用された。
分散に関するクラマース・クローニッヒの関係式はクラマース（1927年）とは独立してクローニッヒ（1926年）により導出された。

## 著書
- Correspondence with Niels Bohr, 1924–1953.
- Textbook of physics. Under the editorship of R. Kronig in collaboration with J. De Boer [and others] With biographical notes and tables by J. Korringa.
- The optical basis of the theory of valence / by R. de L. Kronig
- Band spectra and molecular structure / by R. de L. Kronig
- Oral history interview with Ralph de Laer Kronig, 1962 November 12

## レファレンス
- The Samuel A. Goudsmit Papers, 1921–1979 Box 59 Folder 48 Spin history correspondence: B. L. van der Waerden, Ralph Kronig, and George E. Uhlenbeck
- A. Pais, in Physics Today (December 1989)
- M. J. Klein, in Physics in the Making (North-Holland, Amsterdam, 1989)
- Stumm von Bordwehr, R., Ann. Phys. Fr., 14 (1989), 377 – 466